# Ella no es tuya
«Ella no es tuya» es una canción del cantante dominicano Rochy Rd. Fue lanzada el 8 de julio de 2020 a través de Vulcano Music Entertainment. La canción obtuvo disco de oro en Estados Unidos, certificado por la RIAA en la categoría Latin por más de 30,000 unidades. En febrero de 2021 se lanzó su versión remix, que obtuvo un gran impacto. El vídeo musical de la canción tiene más de 40 millones de visitas en YouTube.

## Remezcla
«Ella No Es Tuya (Remix)» prooducida por Nicael y Nata Record es la versión remezclada de la canción "Ella No Es Tuya" del cantante dominicano Rochy RD, está ocasión junto al cantante y rapero puertorriqueño Myke Towers y la cantante argentina Nicki Nicole. Fue lanzado el 3 de febrero de 2021 a través de Sony Music Latin. La canción fue una de las más virales de 2021 y llegó a ser top 1 es España y Argentina. El vídeo musical de la canción tiene más de 140 millones de visitas en Youtube.

## Posicionamiento en listas
| Listas (2021)                    | Mejor posición |
| -------------------------------- | -------------- |
| Argentina (Argentina Hot 100)    | 2              |
| Bolivia (Monitor Latino)         | 12             |
| Colombia (National-Report)       | 28             |
| Costa Rica (Monitor Latino)      | 13             |
| El Salvador (Monitor Latino)     | 11             |
| España (Top 100 Canciones)       | 1              |
| Estados Unidos (Hot Latin Songs) | 30             |
| Global 200 (Billboard)           | 39             |
| Guatemala (Monitor Latino)       | 17             |
| Nicaragua (Monitor Latino)       | 10             |
| Paraguay (Monitor Latino)        | 16             |
| Perú (Monitor Latino)            | 14             |
| República Dominicana (SODINPRO)  | 3              |

## Certificaciones
| País                 | Organismo certificador | Certificación   | Ventas certificadas | Ref.   |
| -------------------- | ---------------------- | --------------- | ------------------- | ------ |
| Argentina Remix      | CAPIF                  | Oro             | 10 000              | [ 16 ] |
| España Remix         | PROMUSICAE             | 3× Platino      | 120 000             | [ 17 ] |
| Estados Unidos       | RIAA                   | Oro (Latin)     | 30 000              | [ 18 ] |
| Estados Unidos Remix | RIAA                   | Platino (Latin) | 60 000              | [ 19 ] |